# Salvaleón
Salvaleón és un municipi de la província de Badajoz, a la comunitat autònoma d'Extremadura. Limita amb Almendral al nord-oest, amb Nogales al nord, amb Salvatierra de los Barros a l'est, Jerez de los Caballeros al sud i Barcarrota a l'oest.

## Demografia
| 1900 | 1910 | 1920 | 1930 | 1940 | 1950 | 1960 | 1970 |
| 3135 | 3353 | 3537 | 3679 | 3838 | 4281 | 4012 | 3005 |
| 1981 | 1991 | 1996 | 1999 | 2001 | 2005 | 2007 |      |
| 2349 | 2122 | 2350 | 2220 | 2173 | 2172 | 2081 |      |